# Balls 8
El Balls 8 es un Boeing B-52B Stratofortress utilizado por la NASA como avión remolcador bajo la designación NB-52B.
Fue modificado especialmente para poder llevar al avión cohete X-15, sin embargo durante su servicio activo se utilizó para llevar a otros aviones experimentales, notoriamente al NASA X-43 que ostenta el récord de velocidad para un aerobio.
El 52-0008 fue el décimo B-52 construido por Boeing y originalmente estaba destinado a servir como avión de reconocimiento para la Fuerza Aérea de los Estados Unidos (USAF) bajo el nombre código de RB-52B. Efectúa su primer vuelo el 11 de junio de 1955 para luego ser utilizado como avión de pruebas de la USAF. En 1959, el Balls 8 junto con otro avión B-52A, el 52-003, reciben varias modificaciones con el fin de poder servir como aviones remolcadores para los aviones experimentales de la NASA.
El 17 de diciembre de 2004, después de 49 años de servicio durante los cuales se realizaron un poco más de 1000 vuelos, el Balls 8 fue retirado del servicio activo. Hoy en día el avión se encuentra preservado en la Edwards Air Force Base en California.

## Génesis del proyecto

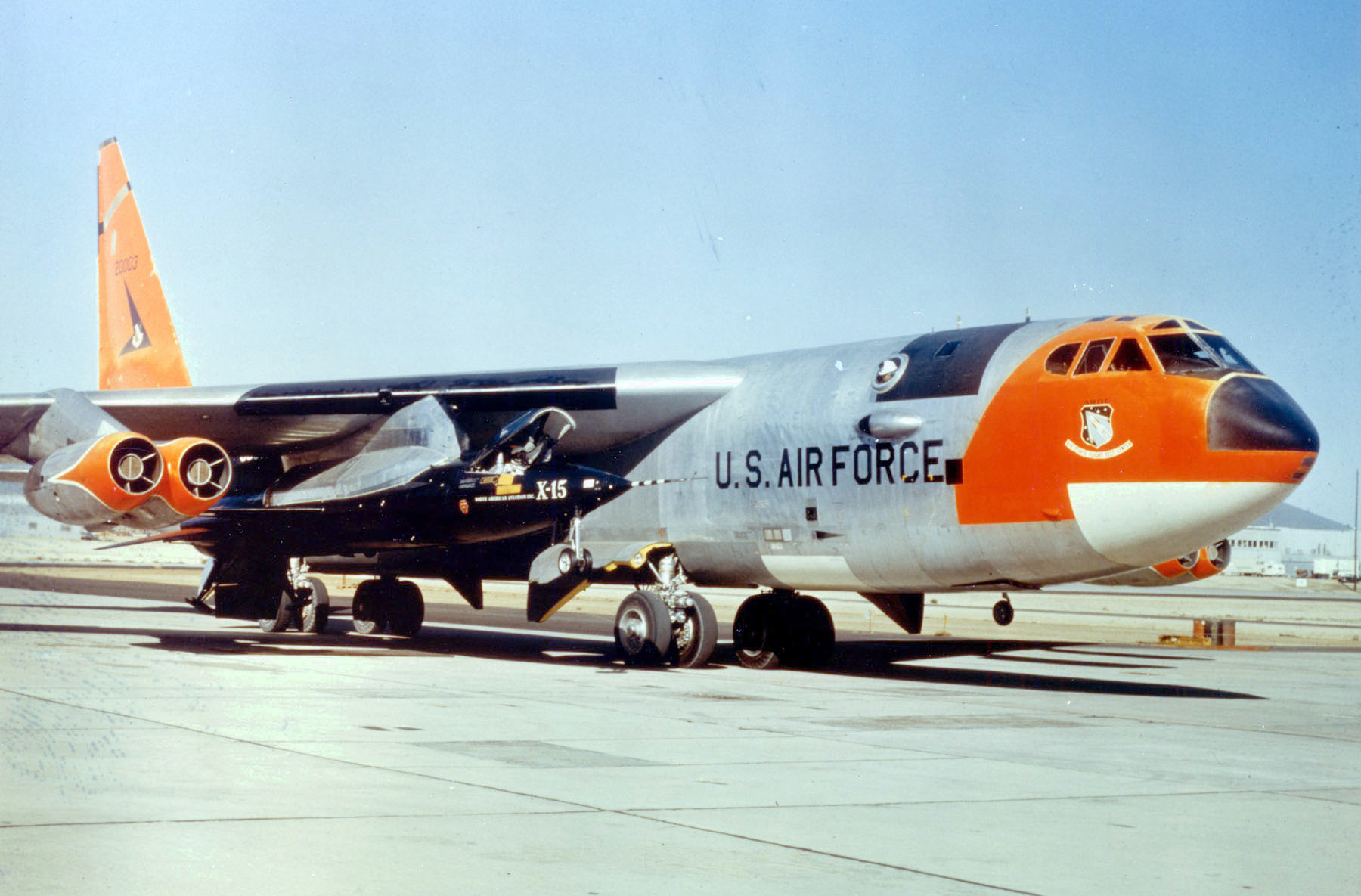
El NB-52A 52-0003 con el X-15 prendido bajo su ala derecha.

En diciembre de 1954, el proyecto para un avión de gran velocidad, el futuro X-15, es validado por la National Advisory Committee for Aeronautics (NACA). La Fuerza Aérea de los Estados Unidos y la Armada de los Estados Unidos financian la mayor parte del proyecto y la propuesta de North American gana la licitación, por lo que se le encomiendan tres encargos para su modelo X-15 en diciembre de 1955.
Para poder hacer despegar al X-15 en altura, la recientemente creada National Aeronautics and Space Administration (NASA), adquiere hacia el final de la década de 1950 dos B-52 Stratofortress para servir como aviones remolcadores. El primero es el B-52A 52-0003, el quinto B-52 en ser producido por las líneas de ensamblaje de Boeing y el último B-52A construido. El segundo es el B-52B 52-0008. Entre 1958 y 1959 los dos aviones son modificados en la Planta 42 de la Fuerza Aérea de los Estados Unidos de Palmdale para que puedan cumplir con su nuevo rol.
Se les realizó a ambos aviones un agujero de 1,8 metros por 2,4 metros en el borde de fuga del ala derecha para poder dejarle espacio al estabilizador vertical del X-15 y se les agregó un gancho de remolque bajo el ala para poder sujetarlo. El corte en el ala impide la utilización de los flaps interiores, por lo que los aviones deben aterrizar y despegar a una velocidad mayor a la normal. El antiguo compartimento de bombas se reemplaza por un reservorio de oxígeno líquido y de agua oxigenada para alimentar el motor del X-15 mientras este está amarrado al B-52, de esta forma el tanque de combustible del propio X-15 sigue lleno al momento de desprenderse de su remolcador. Dos ventanas se instalan en la parte derecha del fuselaje para poder observar y filmar el desprendimiento del avión remolcado durante el vuelo. La torreta de cola es retirada ya que no es necesaria en vuelos de prueba. Los dos Stratofortress reciben el prefijo « N», que los caracteriza como aviones para pruebas de vuelo.·

## Historia

### Pruebas con el X-15

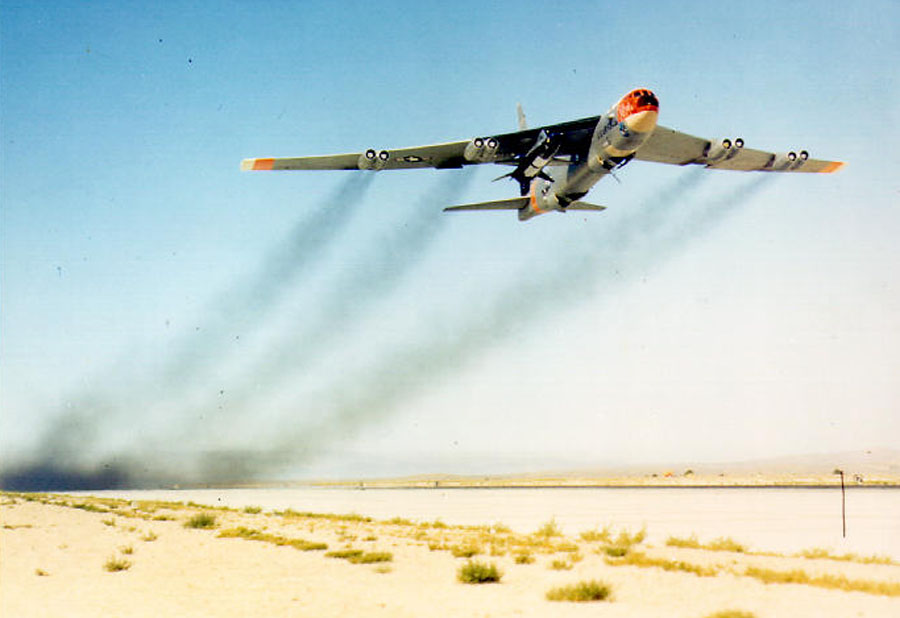
El Balls 8 despegando para un vuelo con el X-15

El 10 de marzo de 1959 el NB-52A realiza su primer vuelo con el X-15 sin que este sea lanzado. El primer lanzamiento del avión cohete tiene lugar tres meses más tarde, el 8 de junio de 1959, pero los motores no son utilizados durante el vuelo. No fue sino hasta el 17 de septiembre que el X-15 realiza su primer vuelo motorizado. En ese momento el X-15 utilizó motores Reaction Motors XLR11 provisorios mientras se esperaba el desarrollo del Reaction Motors XLR99. El primer vuelo con los motores definitivos tuvo lugar el 15 de noviembre de 1960.
El X-15 es anclado bajo el ala derecha del avión remolcador y la separación se produce a una altitud de 15000 metros, el techo de vuelo del Stratofortress. Durante las pruebas, que duraron más de 9 años, el X-15 es lanzado 199 veces, 140 de los cuales tuvieron lugar con el Balls 8. El 3 de octubre de 1967 el NB-52B fue el encargado de remolcar al X-15 en su vuelo 188, durante el cual alcanzó una velocidad de Mach 6,7 (más de 7270 km/h), estableciendo un nuevo récord.
El programa X-15 se cancela en 1968, luego del accidente del 15 de noviembre de 1967, el último vuelo del X-15 se realizó el 24 de octubre de 1968. Este último vuelo del avión cohete X-15 se realiza desde el Balls 8. Al finalizar el proyecto el NB-52A es devuelto a la USAF, que lo ubica en la AMARG, en Tucson, para luego ser expuesto por el Pima Air and Space Museum.· El Balls 8 siguió en servicio para la NASA para seguir testeando aviones experimentales.

### Otras pruebas
Desde 1966 el NB-52B es utilizado, además de en el programa X-15, para lanzamientos de varios aviones con fuselaje sustentador. El primero fue con el Northrop M2-F2, seguido del Northrop HL-10, ambos construidos por la Northrop Corporation. Las pruebas con estos aviones durarían hasta 1970. El Balls 8 es utilizado además como avión remolcador para el X-24A hasta 1975. El concepto de fuselaje sustentador permitió el desarrollo del transbordador espacial.

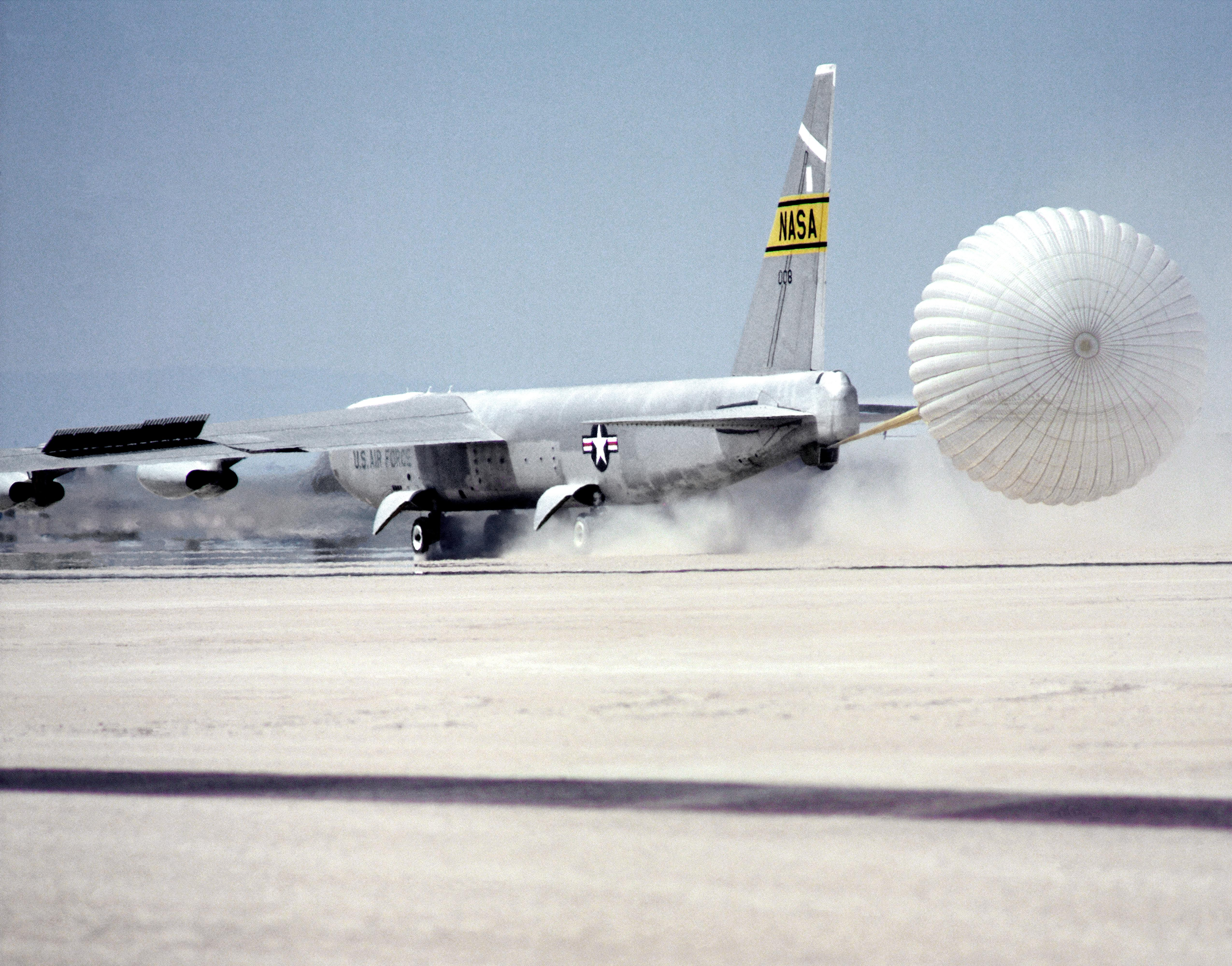
Aterrizaje del Balls 8 en la base Edwards durante un experimento con el paracaídas de freno del Transbordador STS.

Hacia finales de los años 1970 un sistema de recuperación con paracaídas para los aceleradores del futuro transbordador espacial es probado en el Balls 8. Otros experimentos de este tipo tienen lugar entre 1983 y 1985. En 1979 el avión es utilizado para certificar el sistema de eyección de la cabina del F-111 Aardvark. El NB-52B sirve de 1979 a 1983 en el marco del programa HiMAT de la NASA con el fin de desarrollar tecnologías para los futuros aviones caza.
El Balls 8 efectúa en 1990 las pruebas del paracaídas de freno del transbordador espacial. Un total de ocho aterrizajes tienen lugar con el paracaídas anclado al lugar donde se encontraba la antigua torreta de cola. La pista utilizada fue la más grande de la base Edwards, la cual se encuentra sobre un gran lago salado.
Entre 1990 y 1994 el Balls 8 sirve como plataforma de lanzamiento del cohete Pegasus, cuyo primer lanzamiento exitoso tuvo lugar el 5 de abril de 1990. Como para los otros aparatos probados anteriormente, el cohete Pegasus es anclado bajo el ala derecha del bombardero para luego ser lanzado a una altitud de entre 12000 y 15000 metros. Desde 1994 el cohete desechable pasó a ser lanzado por un L-1011 TriStar modificado, por lo que ya no se necesitó al Balls 8 para este propósito. Hacia finales de los años 1990 el NB52-B fue utilizado en el marco del programa NASA X-38 que retomó los programas de aerobios con fuselaje sustentador. El primer vuelo tuvo lugar en marzo de 1998, durante el cual el avión experimental fue lanzado desde el B-52 a una altitud de 13700 metros. El programa es finalmente abandonado el 29 de abril de 2002 por problemas de presupuesto.

### X-43Scramjet

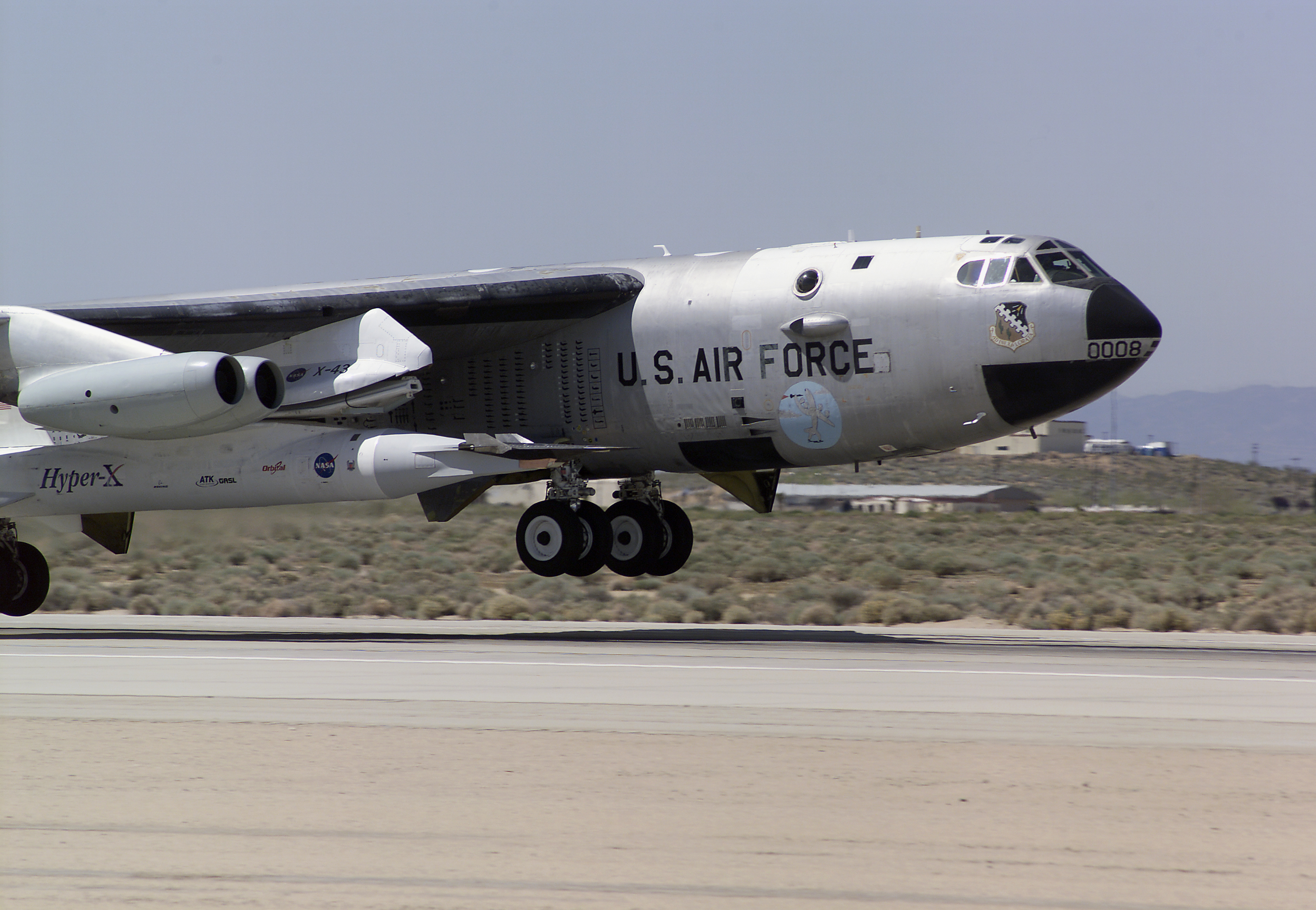
Despegue del Balls 8 con el X-43, desde la base Edwards, el 27 de marzo de 2004. Ese día el avión hipersónico establece un nuevo récord al llegar al Mach 7.

En 1986 el presidente Ronald Reagan lanza un proyecto juzgado como ambicioso. Incluía entre otros un programa de avión a estatorreactor capaz de superar la velocidad de mach 7, el cual derivó en el proyecto NASA X-43 Scramjet. Debido a problemas de bajo rendimiento a bajas velocidades del estatorreactor, el X-43 debía ser anclado en la punta de un cohete Pegasus para llevarlo a una velocidad inicial de Mach 6 y a gran altura. A su vez el cohete Pegasus debía ser remolcado por el Balls 8 para llevarlo a una altitud de 15000 metros y a una velocidad inicial cercana al Mach 1. Por más que el proceso era complicado el B-52 utilizó el mismo sistema de anclaje que para el X-15.
La primera prueba del X-43, la cual tuvo lugar el 2 de junio de 2001, fue un fracaso. Ese día, 11 segundos después del lanzamiento desde el Balls 8, se detectan problemas en el cohete y debe ser destruido en pleno vuelo. El segundo vuelo, programado para el 27 de marzo de 2004, fue sin embargo un total éxito, el avión hipersónico rompe el récord de velocidad al llegar al Mach 7 (más de 8000 km/h). El 26 de noviembre de ese mismo año el Balls 8 lleva al X-43 y al cohete Pegasus en su último viaje, en el cual el X-43 rompe su propio récord al llegar a Mach 9,6 (11000 km/h). Este récord de velocidad para un aerobio se mantiene vigente en la actualidad.

### Reemplazo y retiro

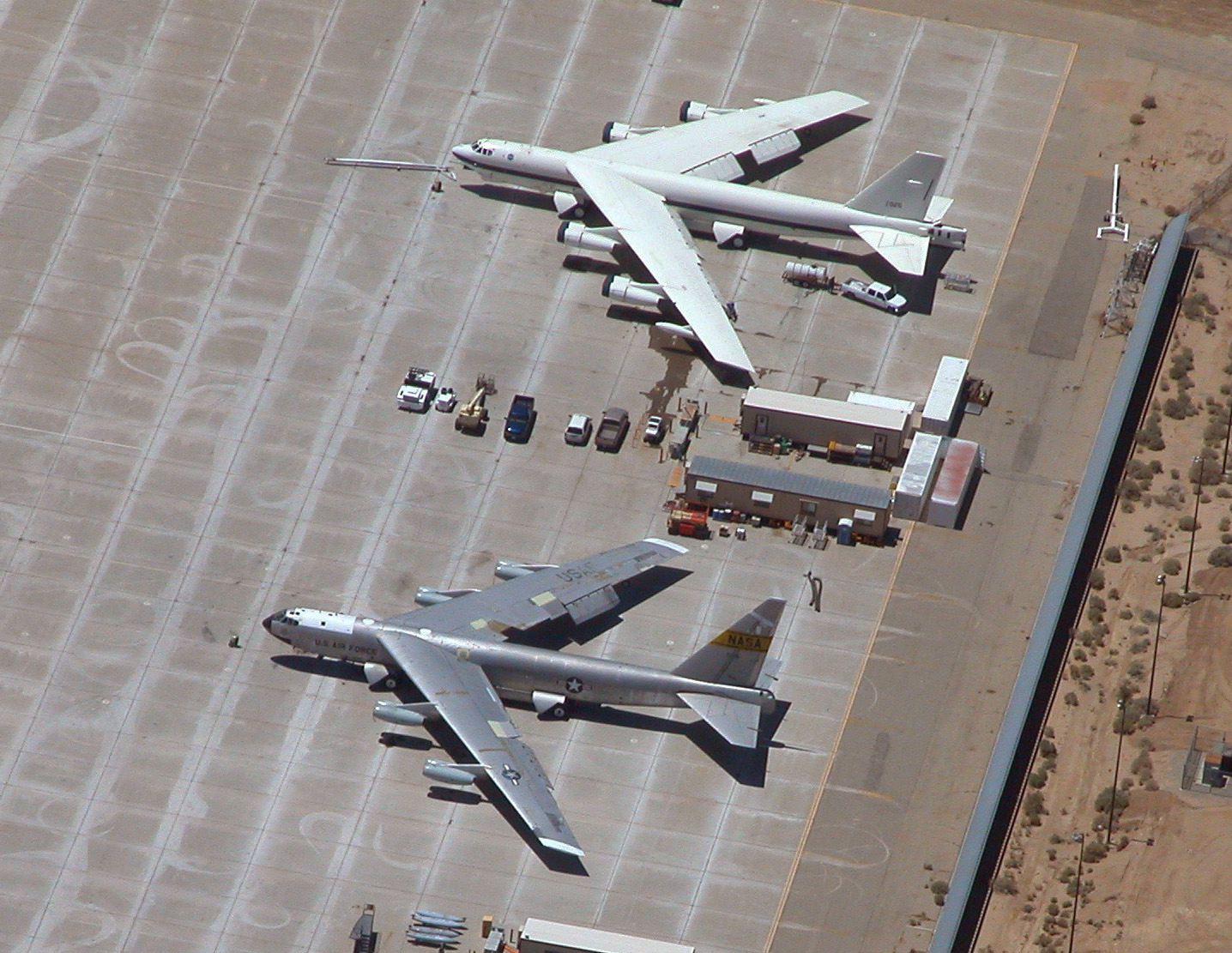
El Balls 8 junto con su reemplazo, el NB-52H en la Edwards AFB.

En 2001, con el retiro del Balls 8 ya próximo, la NASA recibió un B-52H (número de serie 61-0025) proveniente del 23rd Bomb Squadron del 5th Bomb Wing. Se lo modifica de forma similar a los NB-52A y NB-52B pero no se le corta el ala, lo que mejora sus prestaciones de vuelo.
Después del éxito del programa Scramjet y teniendo un reemplazo para el Balls 8 se decide retirarlo de los vuelos de prueba el 17 de diciembre de 2004. Al momento de su retiro es el B.52 más antiguo en estado de vuelo, pero también el que tiene menos horas de vuelo. Habiendo realizado su primer vuelo en 1955, el Balls 8 cuenta con 49 años de servicio activo en los cuales solo realizó un poco más de 1000 vuelos. Es devuelto a la United States Air Force para ser expuesto en exposición permanente en la Edwards Air Force Base

## Galería de imágenes

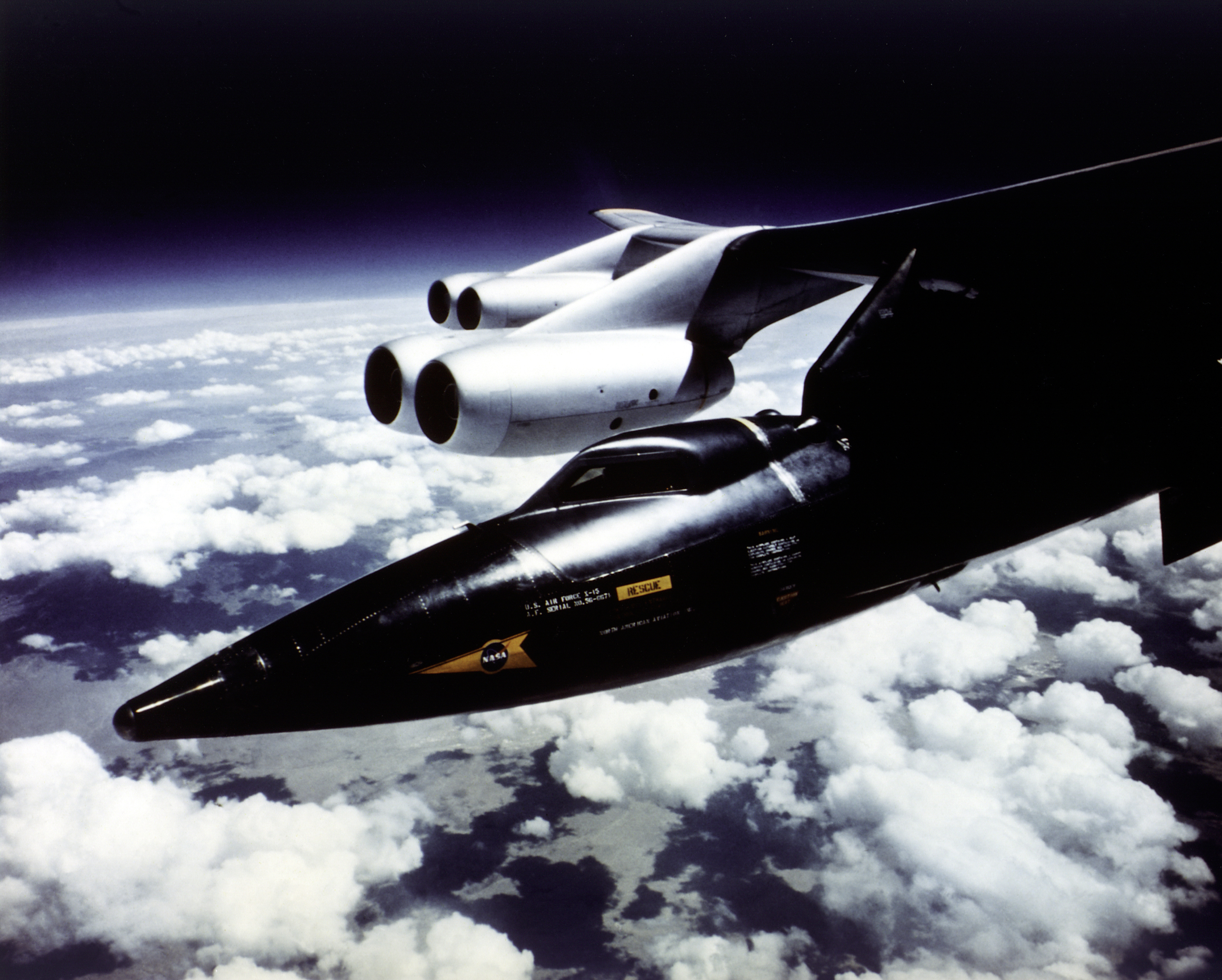
El X-15 prendido bajo el ala de un B-52.
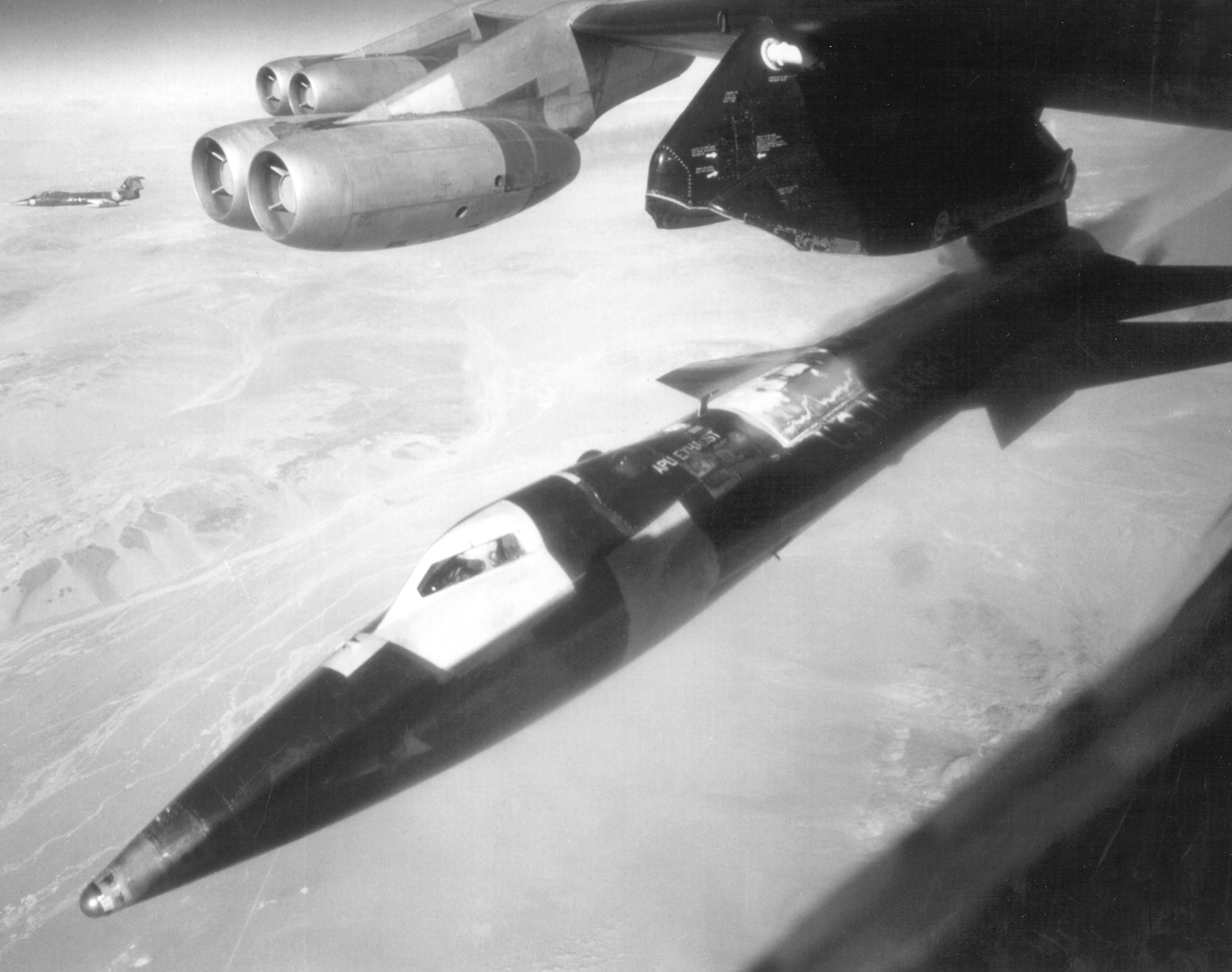
Lanzamiento del X-15.
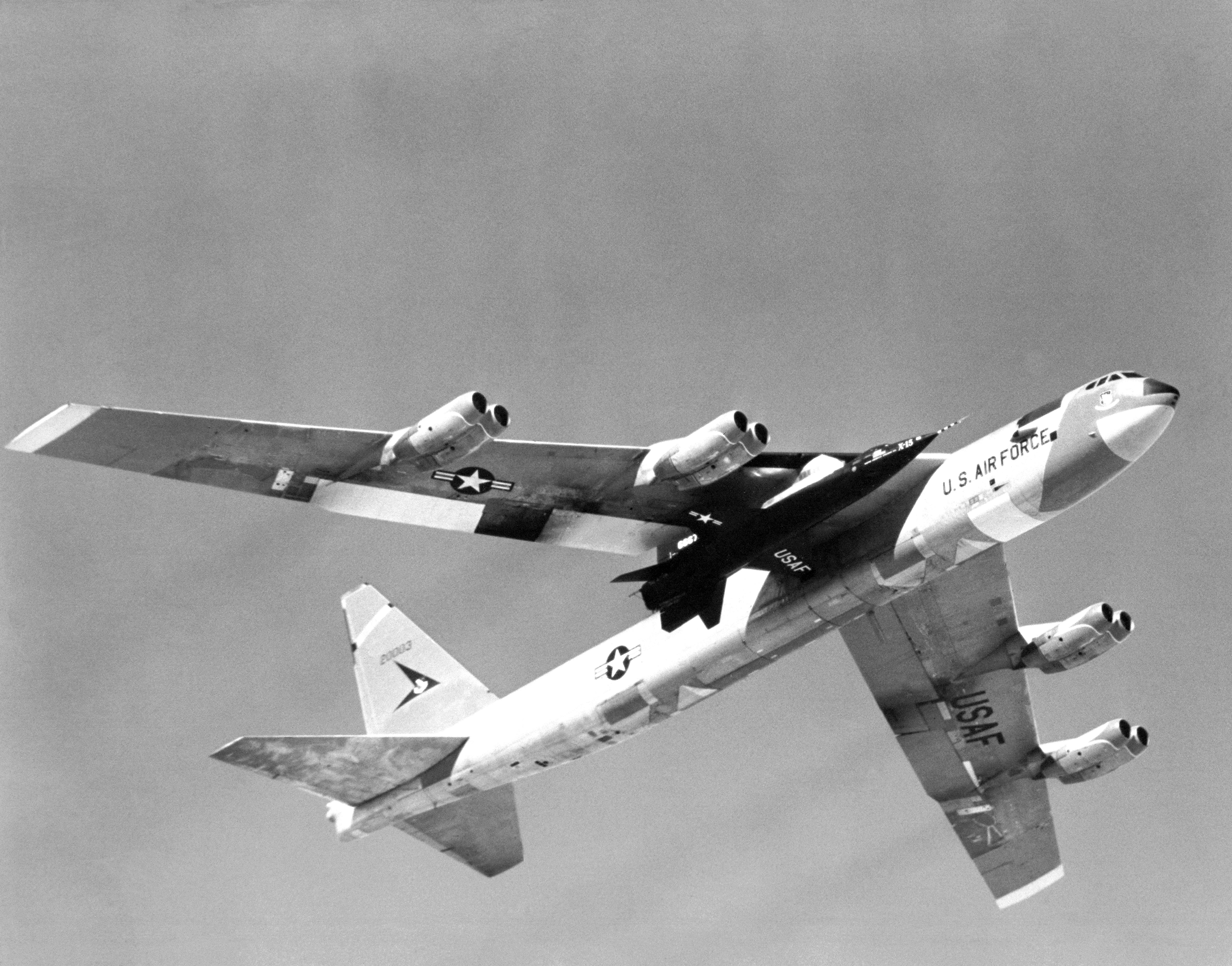
El NB-52A 52-0003 en vuelo con el X-15.
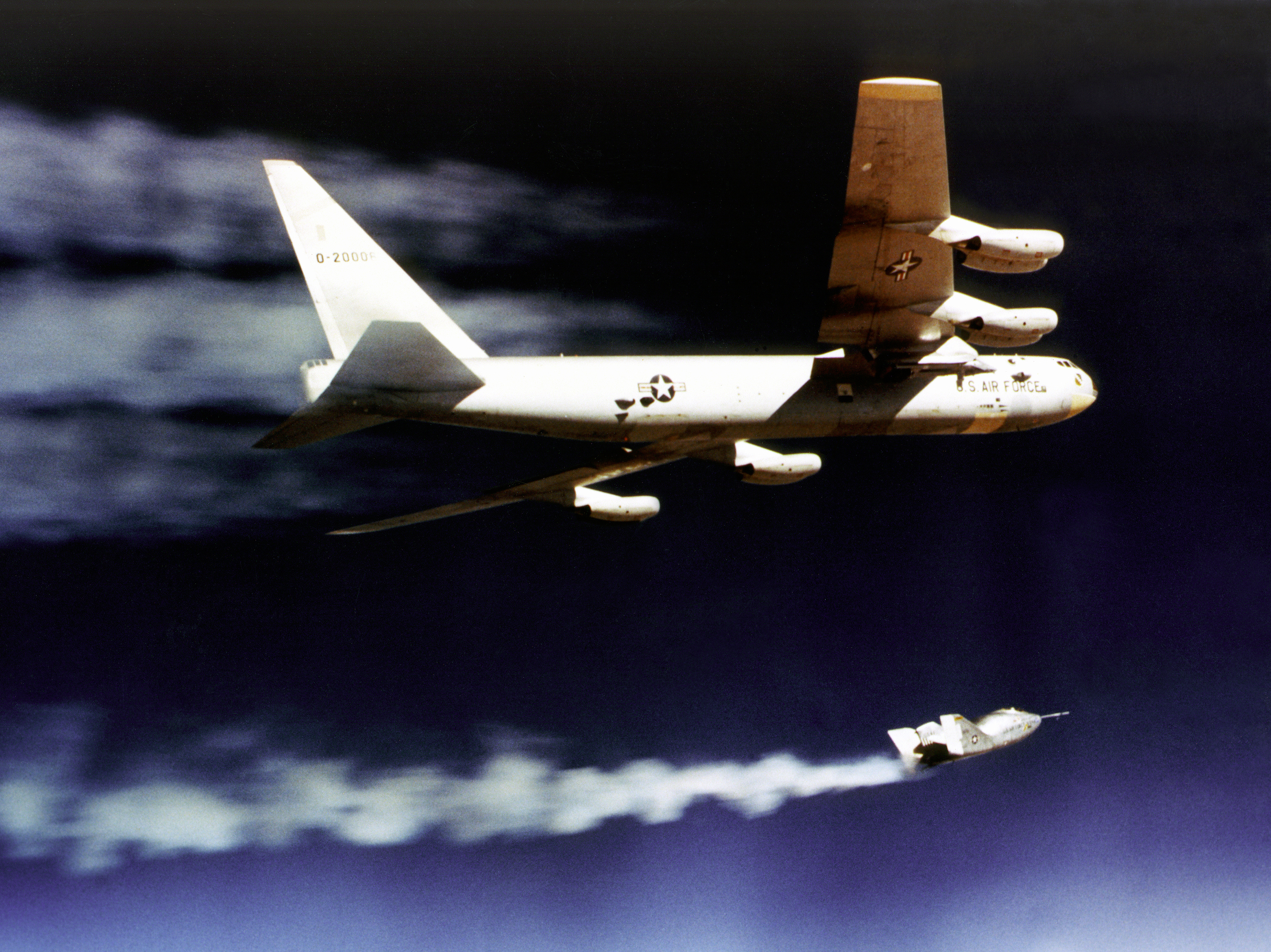
El X-24, después de ser lanzado desde el Balls 8.
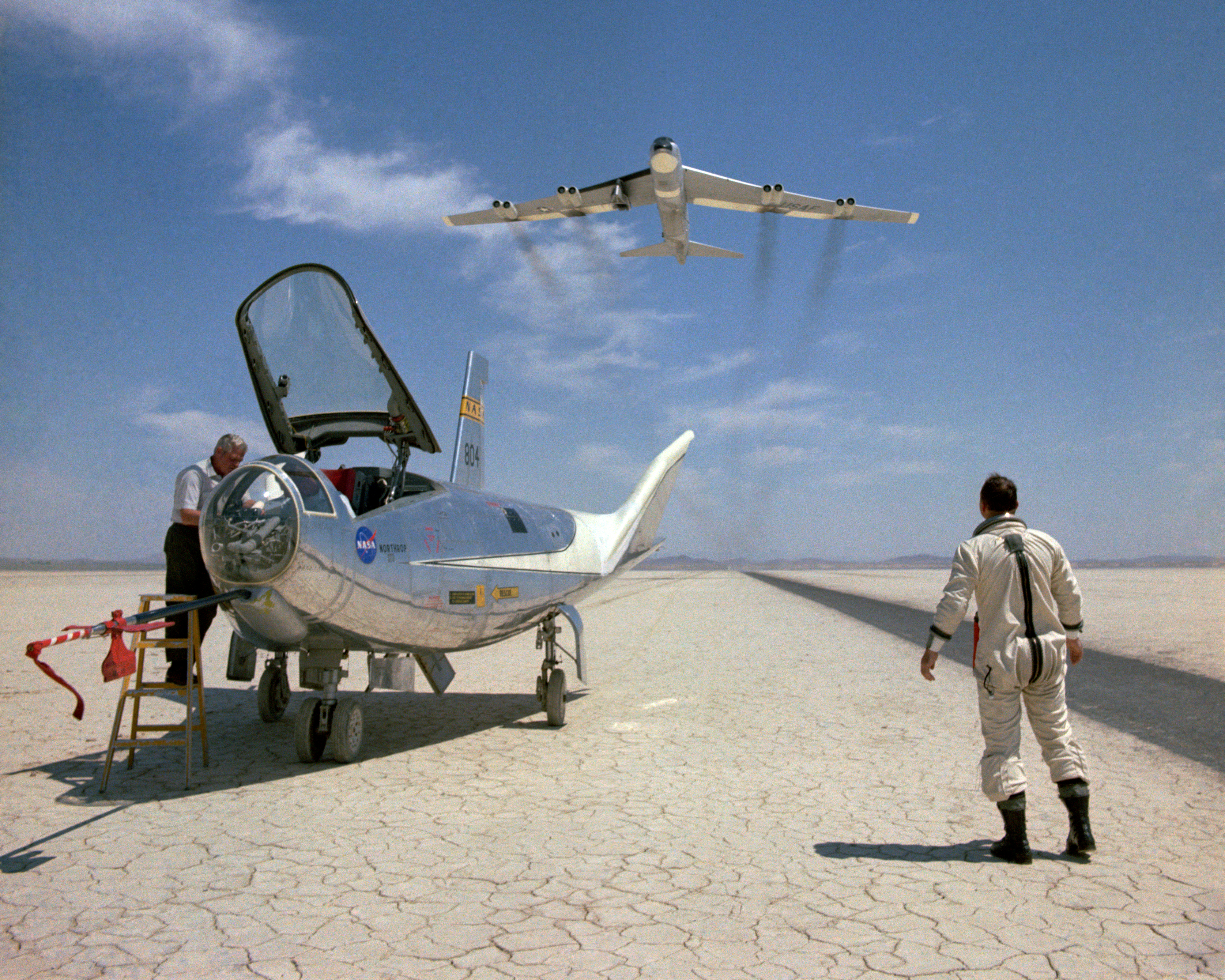
El piloto del HL-10, William Dana, observando pasar al Balls 8 luego de un vuelo de prueba.
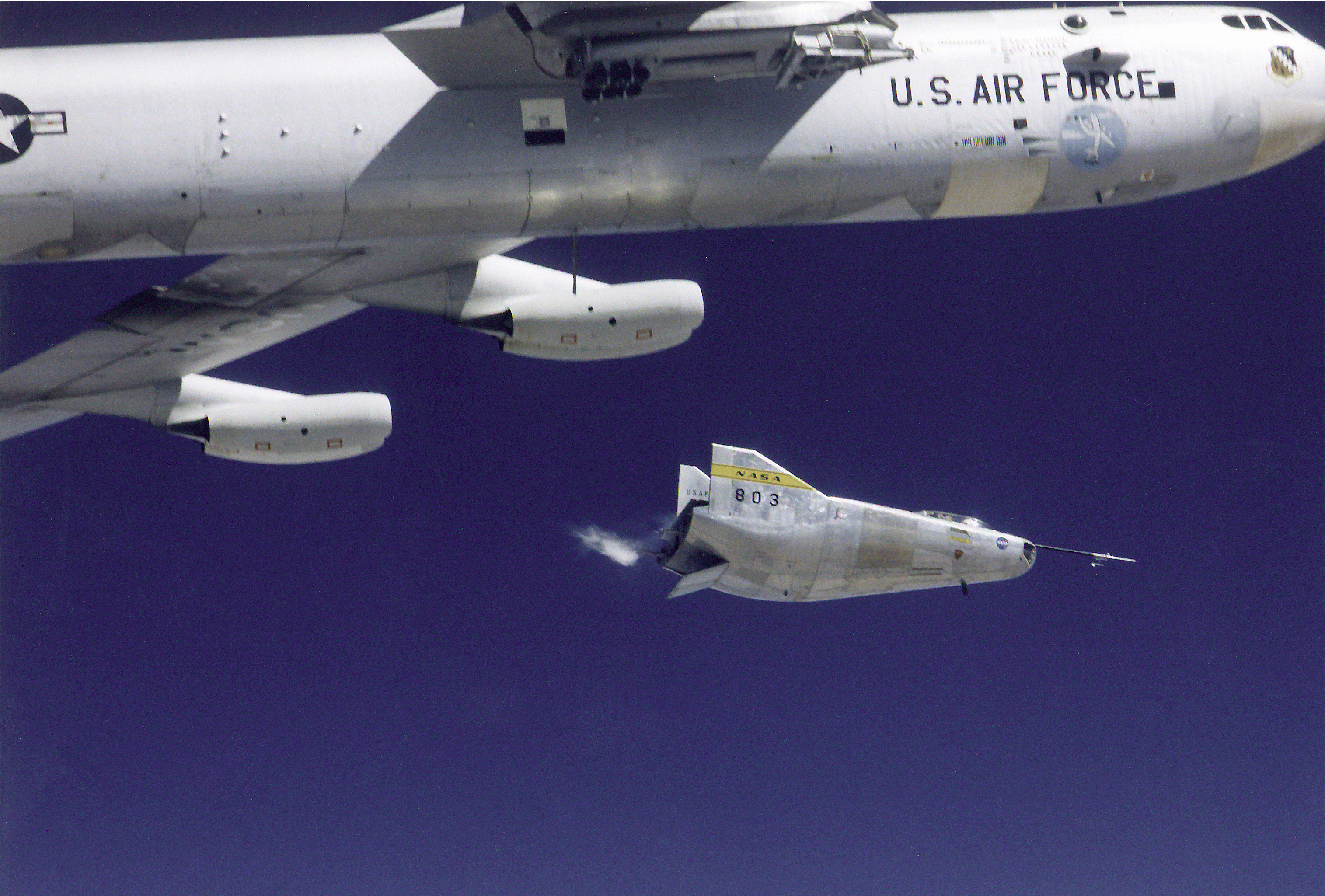
El Northrop M2-F3, con fuselaje sustentador, tras el despegue desde el Balls 8.
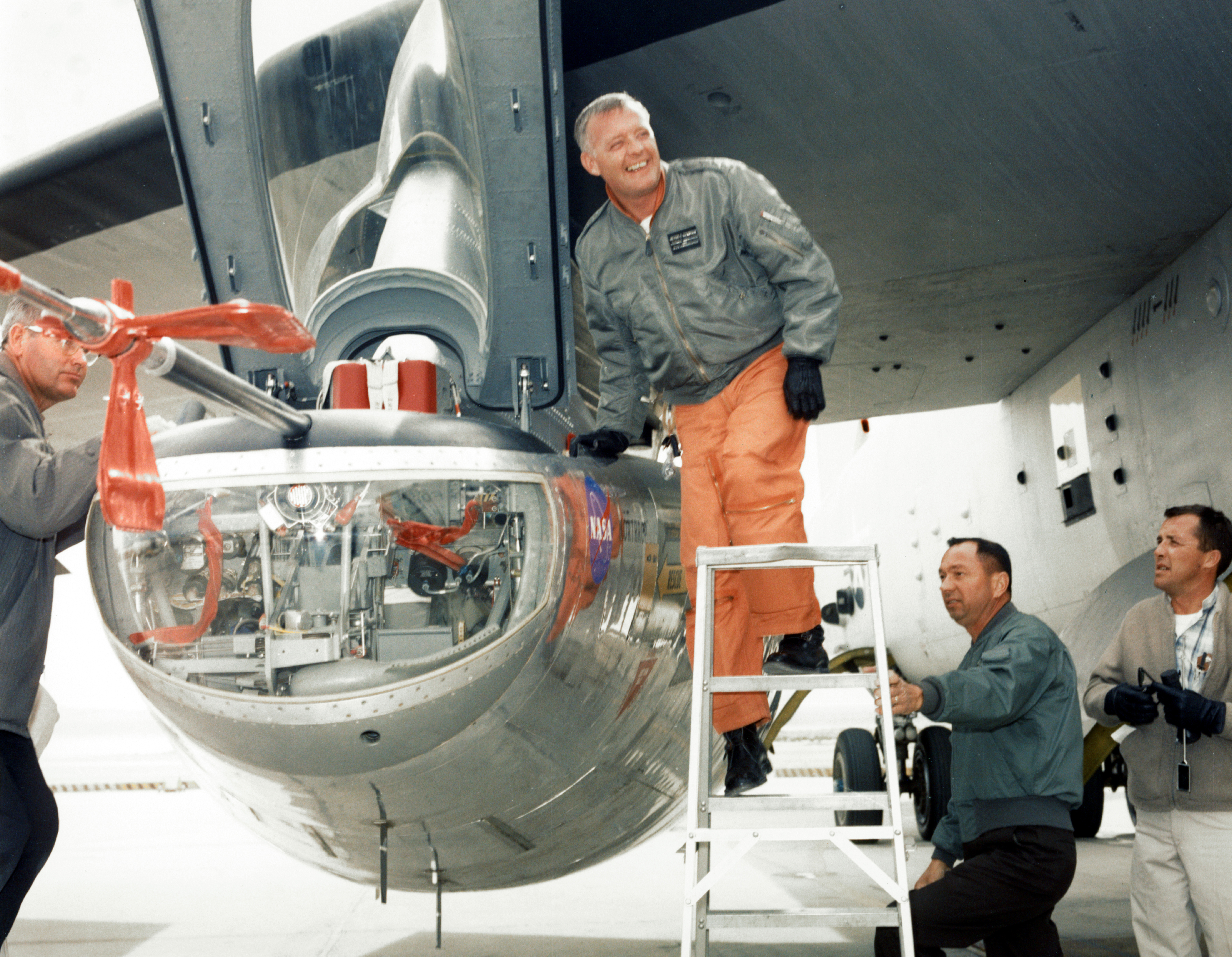
Milton Orville Thompson preparándose a embarcar el M2-F2 acoplado bajo el ala del NB-52B.
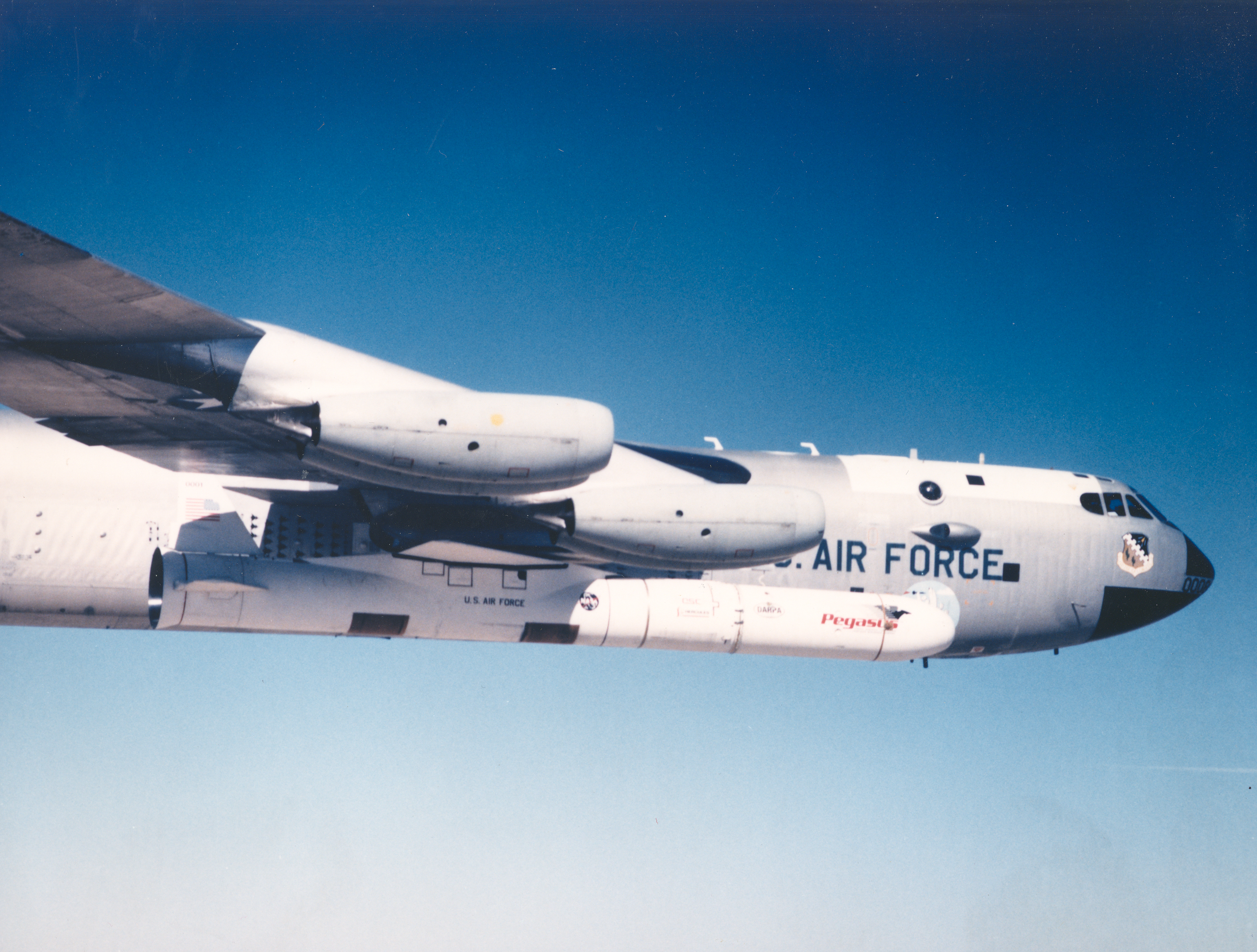
El cohete Pegasus remolcado por el NB-52B.
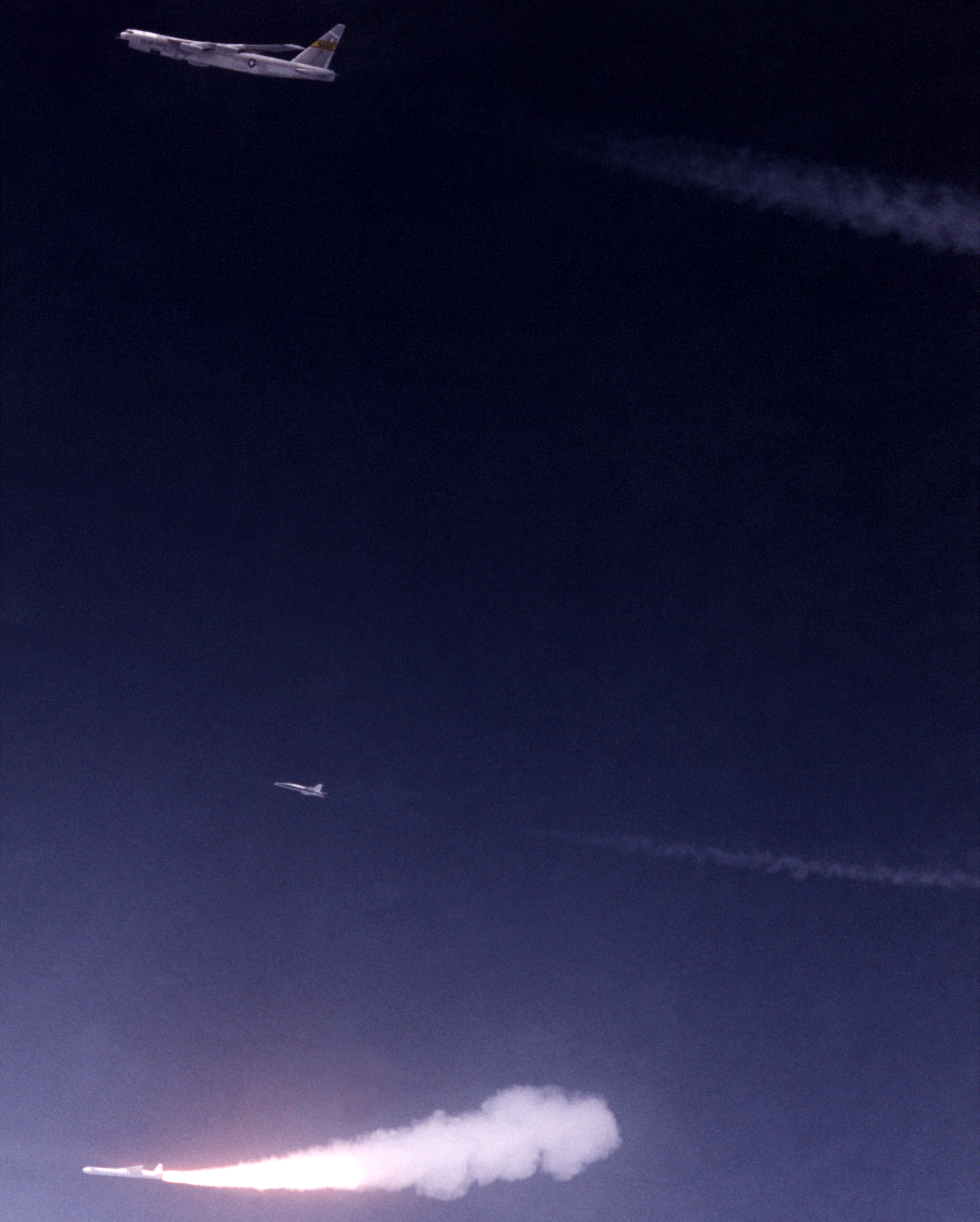
El cohete Pegasus en vuelo (abajo) luego d su despegue en el Balls 8 (arriba).
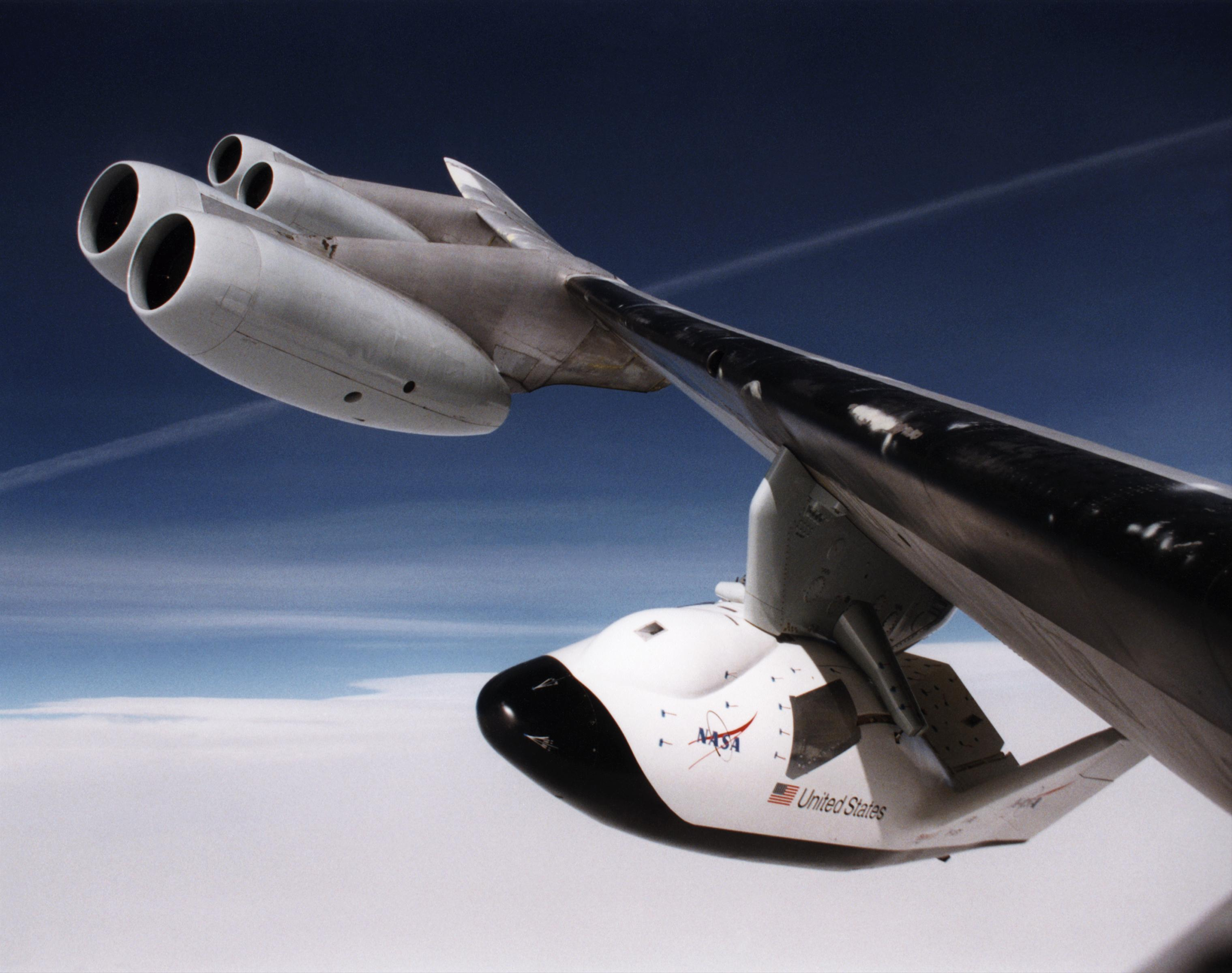
El X-38, acoplado al gancho remolcador, es visible gracias a las ventanas instaladas en el fuselaje.
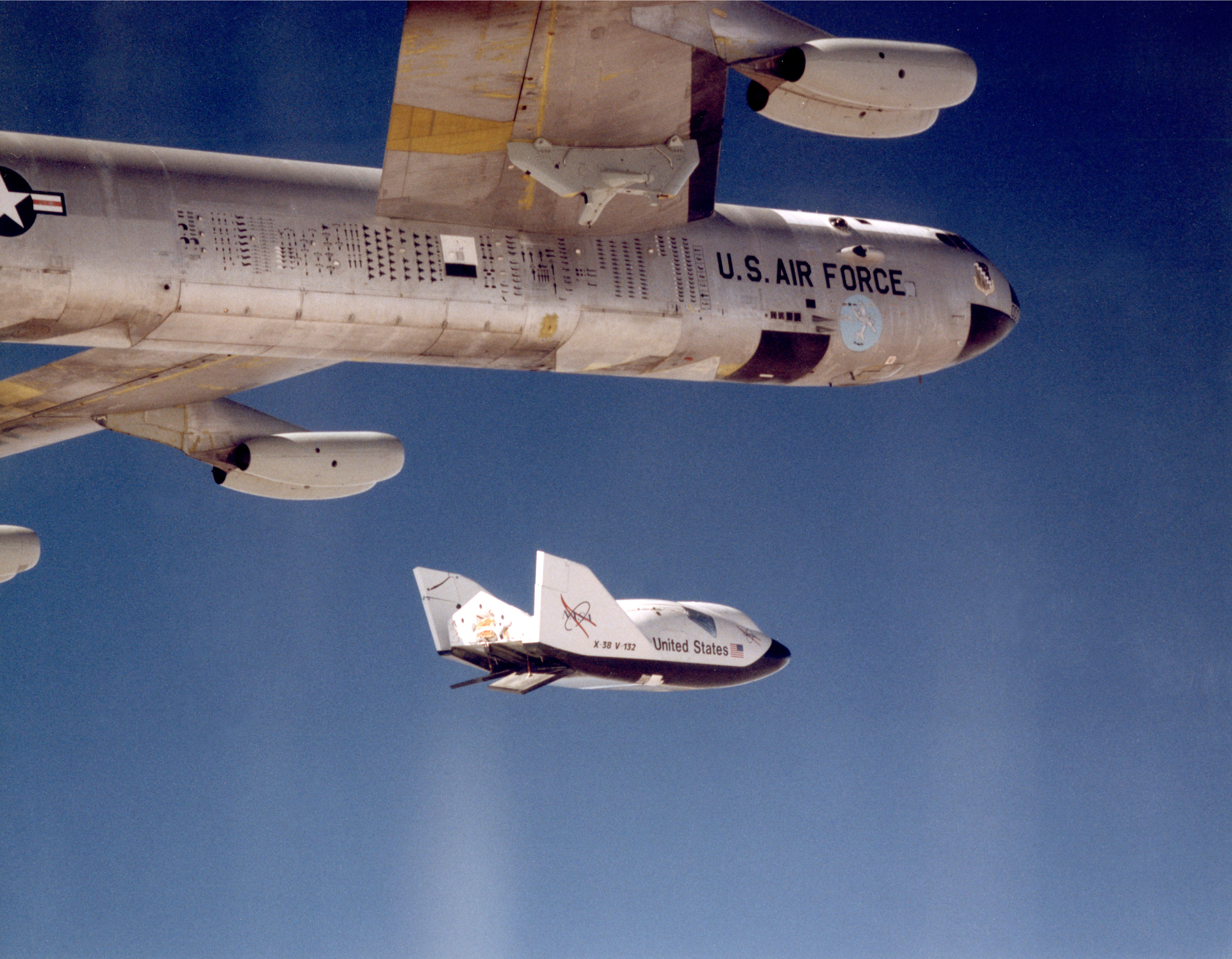
El X-38 después del despegue desde el Balls 8.